# Insulele Amiralității

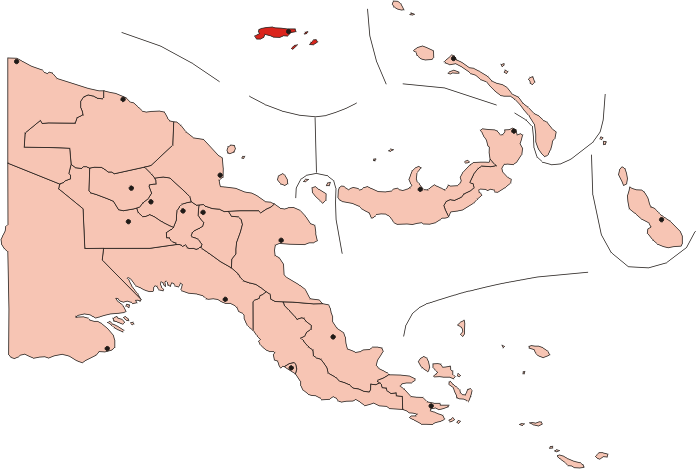
Papua Noua Guinee, Provincia Manus

Insulele Amiralității sunt un grup de optsprezece insule în Arhipelagul Bismarck , la nord de Noua Guinee în partea de sud a Oceanului Pacific. Acestea uneori se mai numesc și Insulela Manus, după numele celei mai mari insule din zonă. Aceste insule sunt acoperite de păduri tropicale și formează Provincia Manus, cea mai mică și mai puțin populată provincie din Papua Noua Guinee. Suprafața totală este de 2100km2. Multe din aceste insule sunt nelocuite fiind atoli.
Cele mai mari insule în centrul grupului sunt insula Manus și insula Los Negros . 
Celelalte insule mai mari sunt insula Tong, insula Pak, insula Rambutyo, insula Lou și insula Baluan la est, insula Mbuke la sud și insula Bipi la vest de insula Manus. Alte insule care su intrat în istorie sunt insulele: Ndrova, Pitylu și Ponam. 

## Geografie

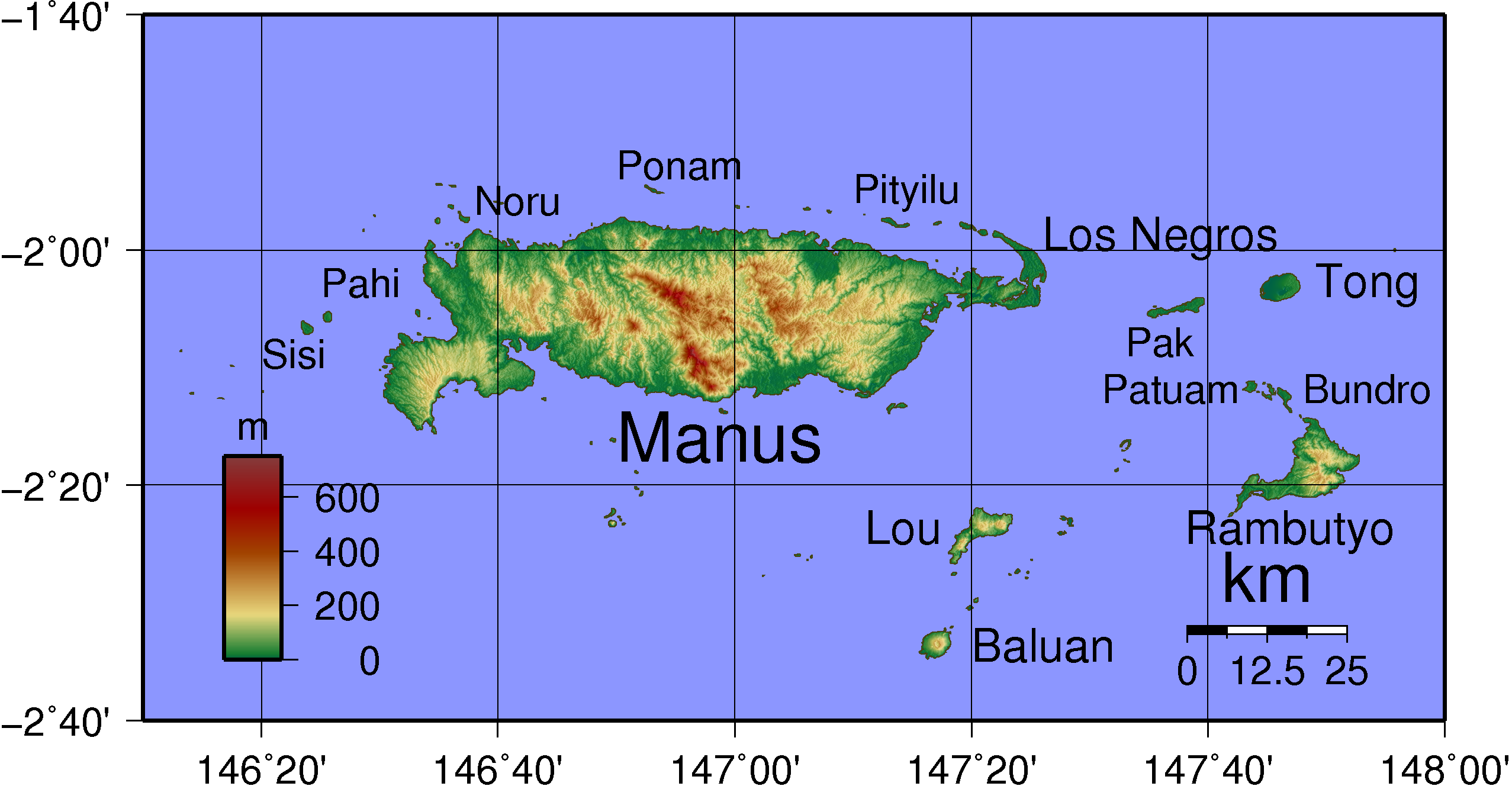
Insula Manus este cea mai mare insulă a insulelor Amiralității.

Temperatura insulelor Amiralității variază foarte puțin în timpul anului, atingând maxime zilnice în jurul valorii de 30–32°C (86–90°F) și 20–24°C (68–75°F) noaptea. Precipitațiiel anuale medii sunt în medie de 3383mm fiind oarecum sezoniere, lunile iunie-august fiind lunile cele mai umede.
Manus atinge înălțimea de 700m având origine vulcanică și probabil au apărut în Miocenul târziu, în urmă cu 8–10 milioane de ani. Insulele au ca bază material vulcanic sau calcar de natură coralieră. 
Orașul cel mai mare pe insulă este Lorengau, aflându-se pe Manus, cu legătură cu aeroportul lângă insula Los Negros, în rest transportul în jurul insulelor se face cu bărci. Turismul este slab dezvoltat cu toate că marea este atractivă pentru scufundători, incluzându-l pe Jean-Michel Cousteau care în anii 1970 a făcut cercetări lângă Insula Wuvulu.